# K9 Thunder
K9 Thunder je samohodna haubica razvijena kako bi zamijenila M109 haubice u službi vojske Južne Koreje. Ranih 1980-ih pojavila se potreba za novom 155 mm samohodnom haubicom. Glavni ciljevi razvoja su bili povećanje dometa, veća brzina paljbe i veća preciznost. Razvoj je počeo 1989. godine. Prvi prototip je dovršen 1994. i ušao je u službu 1999. godine. Po nekim izvorima, više od 300 ovakvih haubica je u službi u južnokorejskoj vojsci.
Glavno naoružanje je 155 mm/L52 haubica, opremljena s automatskim punjačem. Haubica je kompatibilna sa svim 155 mm NATO streljivom. Maksimalan domet standardnog HE projektila je 30 km, a s raketnim punjenjem 40 km. Maksimalna brzina paljbe iznosi 6 granata u minuti. Sustav je opremljen sa sustavom za upravljanje paljbom (SUP), navigacijom i automatskom stabilizacijom topa.
Oklop K9 je izrađen od čelika debljine oko 19 mm. Takav oklop pruža zaštitu od metaka malog kalibra i krhotina topničkih granata. Vozilo je opremljeno i sustavom NBC zaštite.
Posadu čini 5 članova, uključujući zapovjednika, topnika, pomoćnog topnika, punitelja i vozača. Vozilo pokreće njemački MTU MT 881 Ka-500 dizelski motor koji razvija 1000 KS. Transmisija je preuzeta s M1 Abrams tenka. Uz K9 djeluje i K10 vozilo za podršku koje nosi dodatne granate.